# Saint-Juvat
Saint-Juvat település Franciaországban, Côtes-d’Armor megyében. Lakosainak száma 649 fő (2022. január 1.). Saint-Juvat Calorguen, Plumaudan, Le Quiou, Saint-André-des-Eaux, Saint-Maden, Tréfumel és Trévron községekkel határos.

## Népesség
A település népessége az elmúlt években az alábbi módon változott:
| Lakosok száma | 704  | 664  | 678  | 626  | 648  | 654  | 653  | 646  | 648  | 649  |
|               | 1968 | 1982 | 1990 | 2006 | 2013 | 2015 | 2017 | 2019 | 2020 | 2022 |